# Imperadores do Samba
A Sociedade Beneficente Recreativa Imperadores do Samba (referida simplesmente como Imperadores do Samba ou Imperador) é uma escola de samba da cidade de Porto Alegre, popularmente conhecida como "a escola do povo". Sua quadra localiza-se no bairro Praia de Belas.

## História
A Imperadores do Samba foi fundada em 19 de janeiro de 1959 na rua Joaquim Nabuco, bairro da Cidade Baixa. Sua cores são o vermelho e o branco e o seu símbolo é a coroa imperial guardada por dois leões africanos. Possui 21 títulos, sendo a maior vencedora do carnaval do grupo especial da capital gaúcha, junto com Bambas da Orgia.

## Personagens
- Eloi Florence Martins (Eloi) - Fundador dos Imperadores do Samba, faleceu em 28 de dezembro de 2023. Era, até então, o único fundador vivo da escola. [5]

- Luís Carlos Amorim (Amorim, fundador e ex-presidente)- Faleceu em Porto Alegre, no dia 19 de dezembro de 2015, vitima de complicações cardíacas.

- Neri Gonçalves (Mestre Neri Caveira) – Músico percussionista e mestre de bateria com vários campeonatos conquistados. Levou seu talento musical para o tradicionalismo, unindo duas culturas.
- Oswaldo Lima da Oxum: Primeiro presidente a levar a forma de administrar a escola de samba como uma empresa. Criou uma estrutura na escola para grandes shows nacionais, levou seus Diretores de harmonia e Bateria para estudar no Rio de Janeiro, trazendo novas formas de apresentar sua escola na avenida. Preocupou-se com seu público que iria frequentar a sua escola, trazendo assim novos aficionados para a escola.
- Roberto Correia Barros (Betinho) – Diretor de carnaval nos anos 1980 e presidente nos campeonatos de 1995 a 1998, 2000 e 2001. Trouxe vários campeonatos para escola. Após anos de direção, trouxe um trabalho de grupo no departamento de carnaval, mas era sua a palavra final. Procurou tornar a sua escola tão grandiosa que foi o primeiro a trazer esculturas e fantasias do Rio de Janeiro para colocar em sua escola. Procurou profissionais nas artes plásticas para trabalhar em seu "barracão".
- João Aruanda (João G B Pontes) – Músico e primeiro diretor de harmonia geral do carnaval de Porto Alegre. Estudioso, tendo viajado várias vezes ao Rio de Janeiro para estudo de aprimoramentos com diretores de harmonia dessa cidade. Várias vezes Estandarte de Ouro, criador e idealizador de grupos shows, lançando grandes nomes no carnaval. Criador da coordenação de desfile e sob seu comando criação da primeira ala das escolas de samba gaúcha: "Ala Novidade".
- Irajá de Almeida Guterres: Criador da bateria-show, primeiro a ser chamado de Mestre após conquistar 3 anos consecutivos de Prêmio de Melhor Bateria. Trouxe para bateria a baqueta de tamborim tripla, assim como "desenho" musical nos naipes individuais. Cada naipe tocava a mesma coisa. Foi um diretor que além de se preocupar com a parte musical trouxe a preocupação de vestir bem a sua bateria, quer nos desfiles ou apresentações em shows e "muambas" (ensaios técnicos), ainda foi o criador das Festas de Bateria.
- José Ananias – Ex-Diretor da Ala Sementinha do Futuro. Presidente da escola  anos 88 e 89.
- Carlos Alberto Barcelos (Roxo) – Radialista e antigo conselheiro da escola nos anos 1970 e 80.
- Vera Costa – Temista de 1996, desenvolvido pelo departamento de carnaval.
- Wilson Ney – Autor de "Convite ao Povo", popularmente conhecido como "Povo Meu" que tornou-se um dos hinos da escola.
- Figurinistas: Fernando, Joares, Tigrinho, Ronny Rocco, Barbosinha, Guaraci Feijó.

## Lema da escola
| “ | Nós Somos a Resistência do Samba | ” |

## Segmentos

### Presidentes
| Nome                                  | Mandato                         | Ref.                |
| ------------------------------------- | ------------------------------- | ------------------- |
| Oswaldo Lima da Oxum                  | 1981 - 1985                     | [ 7 ]               |
| Comissão                              | 1986                            | [ 7 ]               |
| José Gonçalves Ananias                | 1987 - 1990                     | [ 7 ]               |
| Saturnino Manoel da Rosa, o “Saturno” | 1991 - 1992                     | [ 7 ]               |
| Roberto Corrêa Barros “Betinho”       | 1993 - 2002                     | [ 7 ]               |
| Elbdes Rodrigues “Turco”              | 2003 - 2007                     | [ 8 ]               |
| Luis Carlos Amorim                    | Fundador – 2008 - junho de 2014 | [ 9 ]               |
| Rodrigo Costa                         | junho de 2014 - 2017            | [ 10 ]              |
| Érico Leoti                           | 2018 - 2021                     | [ 11 ]              |
| Luana Costa                           | 2021 - atualidade               | [ 3 ] [ 12 ] [ 13 ] |

### Diretores
| Ano        | Diretor de Carnaval | Ref.          |
| ---------- | ------------------- | ------------- |
| 1990-1993  | Sérgio Peixoto      | [ 1 ]         |
| 1994-2002  | Elbdes Luiz “Turco” | [ 1 ]         |
| 2008       | Julio Lemos         |               |
| 2009       | Paulinho Branco     | [ 14 ]        |
| 2010       | Hélio Dias Garcia   | [ 15 ]        |
| 2011       |                     | [ 15 ]        |
| 2012-2014  | Bráulio Pontes      | [ 16 ]        |
| 2015-2017  | Érico Leotti        | [ 2 ]         |
| 2022-Atual | Lucas Ananias       | [ 12 ] [ 13 ] |

| Ano       | Diretor de Harmonia | Ref.  |
| --------- | ------------------- | ----- |
| 1994      | Luiz Carlos Amorim  | [ 1 ] |
| 1995-2005 | João Aruanda        | [ 1 ] |

| Ano        | Mestres de Bateria              | Ref.          |
| ---------- | ------------------------------- | ------------- |
| 1987       | Mestre Irajá Guterres           | [ 1 ]         |
| 1988–1992  | Alberto de Lucena “Gudinho”     | [ 1 ]         |
| 1993–1997  | Neri Gonçalves “Neri Caveira”   | [ 1 ]         |
| 1998–2004  | Sandro Brinco e Sandro Gravador | [ 1 ]         |
| 2005–2013  | Sandro Brinco                   | [ 17 ]        |
| 2014–2016  | Marcos “Urso” e Robson Kauby    | [ 18 ]        |
| 2017-2021  | Junior Aruanda                  | [ 19 ]        |
| 2022       | Mestre Jair                     | [ 20 ] [ 12 ] |
| 2023-2024  | Jair Jr e James Wagner          | [ 13 ]        |
| 2025-Atual | Sandro Gravador                 | [ 21 ]        |

### Casal de Mestre-sala e Porta-bandeira
| Ano       | Nome                                  | Ref.   |
| --------- | ------------------------------------- | ------ |
| 1981-1984 | Glamir e Julia                        | [ 1 ]  |
| 1985      | Zé Cartola e Isabel Cristina          | [ 1 ]  |
| 1988      | Zé Cartola e Isabel Cristina          | [ 1 ]  |
| 1989-1992 | Alexandre Barbosa e Isabel Cristina   | [ 1 ]  |
| 1993-1994 | Alexandre Barbosa e Paula Verônica    | [ 1 ]  |
| 1995-1998 | Alexandre Barbosa e Isabel Cristina   | [ 1 ]  |
| 1999      | Tadeu Pé de Vento e Isabel Cristina   | [ 1 ]  |
| 2000      | Oldair Santos e Isabel Cristina       | [ 22 ] |
| 2001      | Alexandre Barbosa e Isabel Cristina   |        |
| 2003-2005 | Evandro Ferraz e Lubianca             |        |
| 2006      | Alexandre Barbosa e Isabel Cristina   |        |
| 2007      | Alexandre Barbosa e Liliane Pereira   | [ 23 ] |
| 2008      | Cristiano Quadros e Pricila           | [ 24 ] |
| 2009      | Chula e Pricila                       | [ 14 ] |
| 2010–2013 | Tiago Tika e Fernanda Costa           | [ 25 ] |
| 2014–2016 | Cesar Augusto "Ceeh" e Simone Ribeiro | [ 2 ]  |
| 2017      | Cesar Augusto "Ceeh" e Nathyeli Cruz  |        |
| 2019-2020 | Alisson e Nathyeli Cruz               |        |
| 2021-2022 | Gustavo Tiriri e Nathyeli Cruz        | [ 20 ] |
| 2023-2024 | Willian Alves e Nathyeli Cruz         | [ 12 ] |
| 2025      | Phelipe Lemos e Rafaela Theodoro      | [ 21 ] |

### Corte de Bateria
| Ano          | Rainha             | Madrinha         | Ref.          |
| ------------ | ------------------ | ---------------- | ------------- |
| 2000 - 2006  |                    | Fernanda Santos  |               |
| 2007 - 2009  |                    | Raquel Nunes     |               |
| 2010         | Francine Abril     | Raquel Nunes     |               |
| 2011 - 2012  | Liliane Pereira    | Raquel Nunes     | [ 26 ] [ 27 ] |
| 2013         |                    | Raquel Nunes     |               |
| 2014 - 2020  | Fernanda Aguilhera | Raquel Nunes     | [ 28 ]        |
| 2021 - 2022  | Fernanda Aguilhera | Andreza Silveira | [ 29 ]        |
| 2023- 2024   | Priscila Freitas   | Andreza Silveira |               |
| 2025 - Atual | Kenya Silveira     | Andreza Silveira | [ 30 ]        |

## Carnavais
| Ano                        | Colocação     | Grupo         | Enredo                                                                                             | Carnavalesco                          | Intérprete                   | Ref.                               |
| -------------------------- | ------------- | ------------- | -------------------------------------------------------------------------------------------------- | ------------------------------------- | ---------------------------- | ---------------------------------- |
| 1959                       |               |               | Malandro.                                                                                          |                                       |                              | [ 31 ]                             |
| 1960                       | Não concorreu | Não concorreu | Malandro (Reedição de 1959)                                                                        |                                       |                              | [ 31 ] [ nota 1 ]                  |
| 1961                       |               |               | Calipso.                                                                                           |                                       |                              | [ 31 ]                             |
| 1962                       |               |               | Festa em Bagdá.                                                                                    |                                       |                              | [ 31 ]                             |
| 1963                       | 3º lugar      |               | Festa do café.                                                                                     |                                       |                              | [ 31 ]                             |
| 1964                       | Campeã        | II            | Rio 400 carnavais.                                                                                 |                                       |                              | [ 31 ]                             |
| 1965                       | Campeã        | II            | Festa em Antilhas.                                                                                 |                                       |                              | [ 31 ]                             |
| 1966                       | Vice-campeã   | I             | Aquarela do Brasil                                                                                 |                                       |                              | [ 31 ]                             |
| 1967                       | Campeã        | I             | My Fair Samba.                                                                                     |                                       |                              | [ 31 ]                             |
| 1968                       | Campeã        | I             | Uma festa no México.                                                                               |                                       | Escurinho                    | [ 31 ] [ 32 ]                      |
| 1969                       | Campeã        | I             | Epopéia dos Bandeirantes.                                                                          |                                       | Escurinho                    | [ 31 ] [ 32 ]                      |
| 1970                       | Descl.        | I             | Lendas e tradições do Rio Grande do Sul.                                                           |                                       |                              | [ 31 ]                             |
| 1971                       | 4.º lugar     | I             | China, 400 Séculos.                                                                                |                                       |                              | [ 31 ]                             |
| 1972                       |               | I             | Chegada da Família Real ao Brasil.                                                                 |                                       |                              | [ 31 ]                             |
| 1973                       |               | I             | Quilombo de Palmares, epopéia de uma raça.                                                         |                                       |                              | [ 31 ]                             |
| 1974                       | 4.º lugar     | I             | Lamartine Babo, Pixinguinha...Mitos musicais do Brasil.                                            |                                       |                              | [ 31 ]                             |
| 1975                       | Campeã        | I             | Apoteose histórica do mundo literário de Jorge Amado.                                              |                                       | Maria Helena Montier         | [ 31 ] [ 32 ]                      |
| 1976                       | Vice-campeã   | I             | Mauriceia, Paraíso de um conde chamado Nassau.                                                     |                                       |                              | [ 31 ]                             |
| 1977                       | Vice-campeã   | I             | Mistérios e magias da terra sem fim.                                                               |                                       |                              | [ 31 ]                             |
| 1978                       | 4.º lugar     | I             | Atlântida, década de ouro do cinema nacional.                                                      |                                       |                              | [ 31 ]                             |
| 1979                       | Vice-campeã   | I             | Oxumarê, oferenda de amor a Obatalá.                                                               |                                       | Antonio Lemos                | [ 31 ] [ 32 ]                      |
| 1980                       | Vice-campeã   | I             | Eldorado, tesouro perdido de um reino encantado.                                                   |                                       | Meneca                       | [ 33 ] [ 31 ]                      |
| 1981                       | Campeã        | I             | Noite de criança bailando sobre raios de prata.                                                    | Guaracy Feijó                         | Adroaldo Mancil (Dodô)       | [ 31 ] [ 32 ]                      |
| 1982                       | Vice-campeã   | I             | Bahia, berço histórico do Brasil.                                                                  | Guaracy Feijó                         | Carlos Medina                | [ 31 ] [ 34 ]                      |
| 1983                       | Vice-campeã   | I             | Nem tudo que reluz é ouro, nem sempre o que balança cai.                                           |                                       | Carlos Medina                | [ 31 ] [ 35 ]                      |
| 1984                       | 4.º lugar     | I             | Num amanhecer de carnaval, alegria e festa no jubileu de prata.                                    |                                       | Carlos Medina                | [ 31 ] [ 36 ]                      |
| 1985                       | 6.º lugar     | I             | Porto dos escravos.                                                                                | Guaraci Feijó                         | Carlos Medina                | [ 31 ] [ 37 ]                      |
| 1986                       | 6.º lugar     | I             | Tô me aguardando para quando o carnaval chegar.                                                    |                                       | Porto Alex                   | [ 31 ] [ 38 ]                      |
| 1987                       | Vice-campeã   | I             | Das águas, das matas, dos céus, os Imperadores do universo.                                        |                                       | Cláudio Barulho              | [ 31 ] [ 39 ]                      |
| 1988                       | Campeã        | I             | Das glórias dos gramados, apoteose de alegria, um Rei entre os Imperadores.                        |                                       | Carlos Medina                | [ 31 ] [ 40 ]                      |
| 1989                       | 4.º lugar     | I             | Liberdade, paraíso, mito ou ilusão.                                                                |                                       | Carlos Medina                | [ 31 ] [ 41 ]                      |
| 1990                       | Campeã        | 1A            | Moitará.                                                                                           | Sérgio Peixoto e Jaime da Rosa        | Luiz Fernando (Buda)         | [ 1 ] [ 42 ]                       |
| 1991                       | 4.º lugar     | 1A            | Da magia à alegria, Imperadores no universo da dança.                                              |                                       | Luiz Fernando (Buda)         | [ 1 ] [ 43 ]                       |
| 1992                       | Vice-campeã   | 1A            | Teatro de bonecos, arte popular.                                                                   |                                       | Carlos Medina                | [ 1 ] [ 44 ]                       |
| 1993                       | Campeã        | 1A            | Lupi, podes entrar que a casa é tua.                                                               | Gilson Lucena (Giguilee)              | Carlos Medina                | [ 1 ] [ 45 ] [ 46 ]                |
| 1994                       | Vice-campeã   | 1A            | Gandhi, o guerreiro da paz.                                                                        | Gilson Lucena (Giguilee)              | Carlos Medina                | [ 1 ] [ 46 ] [ 47 ]                |
| 1995                       | Campeã        | 1A            | O fantástico mundo de Monteiro Lobato.                                                             | Gilson Lucena (Giguilee)              | Carlos Medina                | [ 1 ] [ 46 ] [ 48 ]                |
| 1996                       | Campeã        | Especial      | Perfume, um banho de cheiro.                                                                       | Gilson Lucena (Giguilee)              | Carlos Medina                | [ 1 ] [ 49 ]                       |
| 1997                       | Campeã        | Especial      | Imperadores – Século XXI.                                                                          | Rony Rocco                            | Carlos Medina                | [ 1 ] [ 1 ] [ 50 ]                 |
| 1998                       | Campeã        | Especial      | Brasil, mostra a tua cara.                                                                         | Rony Rocco                            | Sandro Ferraz                | [ 1 ] [ 51 ]                       |
| 1999                       | Vice-campeã   | Especial      | A lenda do arco-íris.                                                                              | Rony Rocco                            | Sandro Ferraz                | [ 1 ] [ 52 ]                       |
| 2000                       | Campeã        | Especial      | São Borja – O primeiro dos Sete Povos.                                                             | Rony Rocco                            | Sandro Ferraz                | [ 22 ] [ 53 ]                      |
| 2001                       | Campeã        | Especial      | Zanzibar, ilha das especiarias.                                                                    | Chico Espuma                          | Sandro Ferraz                | [ 31 ] [ 54 ]                      |
| 2002                       | 3.º lugar     | Especial      | A assombrosa transformação da natureza.                                                            | Chico Espuma                          | Sandro Ferraz                | [ 31 ] [ 55 ]                      |
| 2003                       | Vice-campeã   | Especial      | Ontem, hoje, sempre Imperadores.                                                                   | Everton Furtado                       | Sandro Ferraz                | [ 31 ] [ 56 ] [ 57 ]               |
| 2004                       | Campeã        | Especial      | Imperadores pergunta: OGM, verdade ou mentira?                                                     | Chico Espuma                          | Lú Astral                    | [ 31 ] [ 58 ] [ 59 ]               |
| 2005                       | 4.º lugar     | Especial      | Miscigenação, Surgimento de Um Povo.                                                               | Gilson Lucena (Giguilee)              | Lú Astral                    | [ 46 ] [ 60 ] [ 61 ]               |
| 2006                       | 3.º lugar     | Especial      | Assim caminha a humanidade.                                                                        | Gilson Lucena (Giguilee)              | Carlos Medina                | [ 62 ] [ 63 ] [ 64 ]               |
| 2007                       | 8.º lugar     | Especial      | Araribóia, valente brasileiro, lendário guerreiro.                                                 | Zeca Swinguinho                       | Carlos Medina                | [ 65 ] [ 66 ]                      |
| 2008                       | 13.º lugar    | Especial      | Olufiran, de rei a mendigo – O Rei Negro que recebeu seu trono dos Imperadores.                    | Chico Espuma                          | Carlos Medina                | [ 67 ] [ 68 ] [ 24 ]               |
| 2009                       | Campeã        | Especial      | 150 Anos de Glórias. Vermelho e Branco, Uma Só Paixão.                                             | Guaracy Feijó e Silvio de Oliveira    | Vinícius Machado             | [ 69 ] [ 14 ]                      |
| 2010                       | 5.º lugar     | Especial      | A Imperadores é de todas as tribos, Mano!                                                          | Silvio de Oliveira                    | Vinícius Machado             | [ 15 ] [ 70 ] [ 17 ]               |
| 2011                       | 3.º lugar     | Especial      | Na História Contada Por Imembuí e Morotin, a Imperadores é Santa Maria da Boca do Monte.           | Silvio de Oliveira e Renan De La Vega | Vinícius Machado             | [ 71 ] [ 72 ] [ 73 ] [ 74 ] [ 75 ] |
| 2012                       | Vice-campeã   | Especial      | Imperadores apresenta Paulo Paim: Um Leão na Luta, Que Faz o Bem Sem Olhar a Quem.                 | Silvio de Oliveira e Renan De La Vega | Vinícius Machado             | [ 16 ] [ 76 ] [ 77 ] [ 78 ] [ 79 ] |
| 2013                       | Vice-campeã   | Especial      | Imperadores: do feitiço das cores, o milagre da maquiagem.                                         | Silvio de Oliveira                    | Vinícius Machado             | [ 25 ] [ 80 ] [ 81 ]               |
| 2014                       | Campeã        | Especial      | A Imperadores do Samba faz a justa homenagem aos personagens de Luis Fernando Verissimo.           | Silvio de Oliveira                    | Vinícius Machado             | [ 18 ] [ 82 ] [ 83 ] [ 84 ] [ 85 ] |
| 2015                       | Campeã        | Especial      | A Magia dos Opostos, Ponto de Equilíbrio do Universo                                               | Silvio de Oliveira                    | Vinícius Machado             | [ 2 ] [ 86 ]                       |
| 2016                       | 3.º lugar     | Especial      | Vida vai, vida vem. Qual é o segredo que a vida tem?                                               | Silvio de Oliveira                    | Vinícius Machado             | [ 87 ] [ 88 ]                      |
| 2017                       | Campeã        | Série Ouro    | Sou Resistência e Não me Kalo: Frida Sou México em Flores, Cores e Amores: Diva entre Imperadores. | Luciano Maia e Comissão de Carnaval   | Vinícius Machado             | [ 89 ] [ 90 ] [ 91 ] [ 92 ]        |
| Desfile cancelado em 2018. |               |               | |                                       |                              |                                    |
| 2019                       | Campeã        | Série Ouro    | Imperador – 60 anos. O Eterno Brilho de Um Diamante Negro                                          | Luciano Maia e Comissão de Carnaval   | Fábio Ananias                | [ 95 ] [ 96 ] [ 97 ]               |
| 2020                       | Vice-Campeã   | Série Ouro    | Iberê, das Águas da Arte, o Homem que Se Fez Rio                                                   | Luciano Maia e Comissão de Carnaval   | Fábio Ananias e Dodô Ananias | [ 98 ] [ 99 ] [ 100 ]              |
| Desfile cancelado em 2021. |               |               | |                                       |                              |                                    |
| 2022                       | Campeã        | Série Ouro    | Um Espetáculo Entre os Palcos da Cidade                                                            | Comissão de Carnaval                  | Sandro Ferraz                | [ 20 ] [ 102 ]                     |
| 2023                       | 5.º lugar     | Série Ouro    | Theatro São Pedro, Sublime Sobre o Tempo                                                           | Eduardo Caetano                       | Sandro Ferraz                | [ 12 ] [ 103 ]                     |
| 2024                       | 3.º lugar     | Série Ouro    | Somos Filhos de Rainhas e Reis                                                                     | Eduardo Caetano                       | Sandro Ferraz                | [ 13 ] [ 104 ]                     |
| 2025                       | Campeã        | Série Ouro    | Encantados                                                                                         | Eduardo Caetano                       | Kaubi Tavares                | [ 21 ] [ 105 ]                     |
| 2026                       |               | Série Ouro    | Orin Alá – Canto para Sonhar                                                                       | Eduardo Caetano                       | Kaubi Tavares                | [ 106 ]                            |

## Títulos
| Títulos da Imperadores do Samba | Títulos da Imperadores do Samba | Títulos da Imperadores do Samba | Títulos da Imperadores do Samba                                                                              |
| ------------------------------- | ------------------------------- | ------------------------------- | --- |
| Grupo                           | Grupo                           | Títulos                         | Anos |
|                                 | Especial (Atual Série Ouro)     | 22                              | 1967, 68, 69, 75, 81, 88, 90, 93, 95, 96, 97, 98, 2000, 2001, 2004, 2009, 2014, 2015, 2017, 2019, 2022, 2025 |
|                                 | Grupo-II (Atual Série Prata)    | 2                               | 1964, 1965                                                                                                   |

## Prêmios
- Prêmio Joaquim Felizardo: 2009[107]
- Top of Mind (Revista Amanhã): 2000, 2001, 2002, 2003,[6] 2004, 2005, 2006, 2007, 2008, 2009, 2010, 2011, 2012, 2013, 2014, 2015, 2016, 2017, 2018[107]

Estandarte de Ouro
- 2010: Bateria, porta-estandarte e velha-guarda.[108]
- 2011: 1º passista feminino e velha guarda.[109]
- 2012: Evolução, fantasia, harmonia, bateria, passista masculino, passista feminino, diretor de carnaval.[110]
- 2013: Harmonia, comissão de frente, porta estandarte, passista feminino, interprete e melhor ala.[111]
- 2014: Harmonia, alegorias e adereços, melhor ala, diretor de carnaval e presidente.[112]
- 2015: Harmonia musical, tema enredo, fantasia, evolução, alegorias e adereços, melhor passista masculino, melhor passista feminino, melhor ala de passo marcado e melhor velha guarda.[113]
- 2016: Comissão de frente, passista masculino e porta estandarte.[114]